# Подорожник ланцетолистий
Подорожник ланцетолистий (Plantago lanceolata) — багаторічна трав'яниста рослина роду подорожник (Plantago).

## Ботанічний опис
Багаторічна трав'яниста рослина висотою до 50 см з укороченим кореневищем та стрижневим коренем.
Стебло безлисте. Листки зібрані у прикореневу розетку, ланцетні цілокраї, з 3–5 дугоподібними жилками, у нижній частині вздовж жилок волосисті.
Квітки дрібні, сухі, зі світло-бурим відтінком, зібрані у густі короткі довгасто-яйцеподібні колоски. Тичинки світло-жовті, у 4–5 разів довші від віночка та видаються з нього.
Плід — яйцеподібна тупа двогнізда коробочка, що має в кожному гнізді по одній насінині. Рослина цвіте у травні-серпні. Дозрівання плодів припадає на липень-вересень.

## Поширення
Росте у Північній півкулі у регіонах з помірним кліматом. В Україні поширена у лісостепу, степу та у Криму.
Росте на вологих родючих ґрунтах по суходільних та заплавних луках, на лісових галявинах та просіках

## Хімічний склад
Надземні частини рослини містять флавоноїди, фенолокислоти та їх похідні. У листі містяться вуглеводи та органічні кислоти: (фумарова, хлорогенова, неохлорогенова, ванілінова, ферулова, протокатехова, пара- гідроксибензойна, пара-кумарова). Насіння містить слиз та тригліцериди.
У корінні знайдені лінолева кислота, холестерин, ситостерин, стигмастерин та кампестерин.

## Застосування
Лікарська рослина. Запах відсутній; смак слабко гіркий, в'яжучий. Листя подорожника ланцетолистого мають протизапальну, болезаспокійливу та секретолітичну дію при захворюваннях дихальних органів, супроводжуваних виділенням густих секретів, наприклад, при хронічному катарі легенів, частому сечовипусканні та ін. Сік зі свіжого листя цієї рослини діє пом'якшувально, заспокоює болі при фурункулах, при набряках внаслідок ударів, укусах комах та ін. Збір і сушіння варто проводити обережно, бо ніжні листки часто втрачають колір, буріють і навіть чорніють. На даний момент попит сировини виріс, тому фармацевти почали вирощувати подорожник штучно.